# نصرالله منتظری
نصرالله منتظری سیاست‌مدار ایرانی بود، که در دوره بیست و چهارم مجلس شورای ملی بعنوان نماینده سیرجان از استان کرمان در مجلس شورای ملی حضور داشت.